# Capitaine Risque-Tout

Capitaine Risque-Tout est une bande dessinée de pirates créée par les frères Willy et Yves Groux et parue dans la revue Tarzan en 1949.

## Historique
Les éditions Mondiales, créées par Cino Del Duca, publient de 1946 à 1952 une revue dénommée Tarzan. Toutefois cet hebdomadaire ne comprend pas que les seules aventures du seigneur de la jungle. En 1949, du numéro 119 au numéro 163, paraissent les aventures du capitaine Risque-Tout sur des textes de Prado. 88 planches demi-format numérotées en 258 strips, à raison de 3 par pages, composent cette aventure dans laquelle un vieil homme meurt assassiné et confie un parchemin à un jeune homme en lui conseillant, dans un dernier soupir, de se faire enrôler sur le Jolly Boss.

## Album
- Capitaine Risque-Tout, les éditions Mondiales, 1953[2] ; rééd. éditions du Taupinambour, 2012 (format à l’italienne).